# Shinya Hoshido
Shinya Hoshido (寶示戸 進哉 Hoshido Shinya?), född 4 oktober 1978 i Saitama prefektur, är en japansk före detta fotbollsspelare.
Hoshido började sin karriär 1997 i Júbilo Iwata. Efter Júbilo Iwata spelade han för Ventforet Kofu. Han avslutade karriären 2002.